# Penitenciario mayor
El penitenciario mayor es el título que recibe el cardenal prefecto que preside el Tribunal de la Penitenciaría Apostólica, asistido por un regente, dos oficiales y un consejo de prelados.
En la actualidad, el penitenciario mayor es el Card. Angelo De Donatis, en reemplazo del cardenal Manuel Monteiro de Castro, retirado al cumplir la edad fijada de 75 años .

## Penitenciarios mayores
- Mauro Piacenza
- Manuel Monteiro de Castro
- James Francis Stafford